# Fryderyk (hrabia Alteny)
Fryderyk (zm. ok. 1198 r.) – hrabia Alteny od 1180 r.

## Życiorys
Fryderyk był jednym z synów hrabiego Bergu-Alteny Eberharda I oraz Adelajdy, córki hrabiego Cuyk-Arnsberg Gotfryda I. Jego stryjem był m.in. arcybiskup Kolonii w latach 1191–1193 Bruno III, a bratem arcybiskup Kolonii w latach 1193–1205 oraz 1212–1216 Adolf I. W 1175 r., po podziale ojcowych dóbr, otrzymał Altenę. Być może to on nabył zamek Mark, od którego jego syn zaczął się nazywać hrabią Mark dając początek znaczącemu w przyszłości hrabstwu Mark. 

## Rodzina
Żoną Fryderyka była Alveradis z Krieckenbeck. Ze związku tego pochodziło co najmniej dwóch synów:
- Adolf, hrabia Mark,
- Fryderyk.